# هاردغسن
هاردغسن (بالألمانية: Hardegsen) هي بلدة ألمانية تقع في ألمانيا في سكسونيا السفلى. يقدر عدد سكانها بـ 8,628 نسمة .